# Indiánhangya
Az indiánhangya (Neoponera) a barázdáshangya-formák (Ponerinae) alcsaládjában a névadó barázdáshangya-rokonúak (Ponerini) nemzetség egyik neme 2022-ig 57 leírt fajjal. Egyes rendszerezők nem ismerik el önálló nemnek; fajait az inkahangya (Pachycondyla) nem tagjainak tekintik.

## Származása, elterjedése
A nem az újvilági trópusokon terjedt el Texas déli részétől Brazília déli részéig. Ennek megfelelően Európában egy faja sem él. A nem tagjai jellemzően trópusi és szubtrópusi erdőkben találhatók, ahol változatos élőhelyekhez alkalmazkodtak. Az újvilág különböző térségeiben elterjedt fajok közül sokan speciális ökológiai szerepet töltenek be, például beporzók vagy magterjesztők lehetnek. Ezek a fajok általában meleg, nedves klímát igényelnek, bár néhányuk szárazabb területeken is előfordul.

## Megjelenése, felépítése

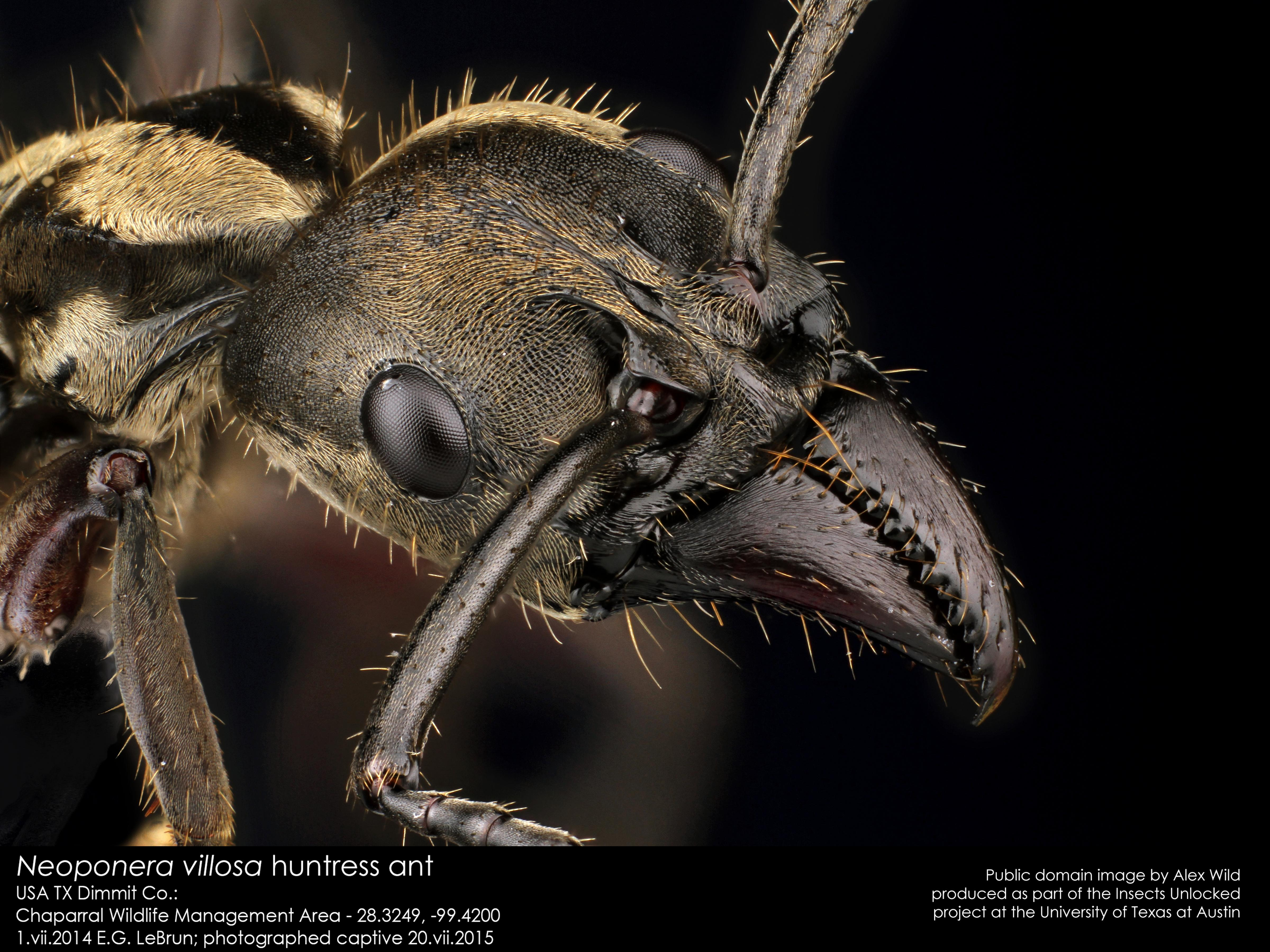
Közönséges indiánhangya (Neoponera villosa) feje

Karcsú dolgozói közepes–nagy termetűek (6,5–19 mm hosszúak). A szárnyas királynők alkata a dolgozókéhoz hasonló, de azoknál valamivel nagyobbak. Testük többnyire sötét színű, fekete vagy barna árnyalatú, bár egyes fajoknál halványabb mintázatok is előfordulhatnak. Fejük aránylag nagy, összetett szemeik pedig jól fejlettek, ami a kiváló tájékozódóképességüket segíti. A csápok térdízületszerű hajlásuk miatt különösen mozgékonyak. Erőteljes rágóik nemcsak a táplálék feldolgozásában, hanem védekezéskor is fontos szerepet játszanak. A potrohban található mirigyek feromonokat termelnek, melyek a kommunikációban és az útvonalak kijelölésében nélkülözhetetlenek.

## Életmódja, élőhelye
Egyes fajok — így például a horpadtbütykű indiánhangya (Neoponera inversa) — királynői a rajzás után közösen (kisebb csoportokban) alapítanak új fészket. Ezek a fajok többnyire erdős, trópusi területeken élnek, ahol a talajban, korhadó faanyagban vagy akár növényi törmelékek között alakítanak ki fészkeket. A kolóniák mérete változó lehet, néhány tucatnyi egyedtől a több ezres nagyságrendig. Az egyedek közötti feladatmegosztás fejlett, a dolgozók különböző tevékenységeket végeznek, például táplálékgyűjtést, fészeképítést vagy az utódok gondozását. A fajok többsége ragadozó, de néhányuk elhullott állatokkal vagy növényi anyagokkal is táplálkozik. Az ilyen közösségek életmódjára jellemző a rajzási időszak, amely során a szárnyas egyedek új kolóniák alapítására indulnak.

## Fajai
- Neoponera aenescens (Mayr, 1870)
- Neoponera agilis Forel, 1901
- Neoponera antecurvata (MacKay & MacKay, 2010)
- Neoponera apicalis (Latreille, 1802)
- Neoponera bactronica (Fernandes, Oliveira & Delabie, 2014)
- Neoponera billemma (Fernandes, Oliveira & Delabie, 2014)
- Neoponera bucki (Borgmeier, 1927)
- Neoponera bugabensis (Forel, 1899)
- Neoponera carbonaria (F. Smith, 1858)
- Neoponera carinulata (Roger, 1861)
- Neoponera cavinodis Mann, 1916
- Neoponera chyzeri (Forel, 1907)
- Neoponera commutata (Roger, 1860)
- Neoponera concava (MacKay & MacKay, 2010)
- Neoponera cooki (MacKay & MacKay, 2010)
- Neoponera coveri (MacKay & MacKay, 2010)
- Neoponera crenata (Roger, 1861)
- Neoponera curvinodis (Forel, 1899)
- Neoponera dismarginata (MacKay & MacKay, 2010)
- Neoponera donosoi (MacKay & MacKay, 2010)
- Neoponera eleonorae (Forel, 1921)
- Neoponera emiliae Forel, 1901
- Neoponera fauveli (Emery, 1895)
- Neoponera fiebrigi Forel, 1912
- Neoponera fisheri (MacKay & MacKay, 2010)
- Neoponera foetida (Linnaeus, 1758)
- Neoponera fusca (MacKay & MacKay, 2010)
- Neoponera globularia (MacKay & MacKay, 2010)
- Neoponera golbachi Kusnezov, 1969
- Neoponera hispida (MacKay & MacKay, 2010)
- Neoponera holcotyle (MacKay & MacKay, 2010)
- Neoponera insignis (MacKay & MacKay, 2010)
- horpadtbütykű indiánhangya (Neoponera inversa); F. Smith, 1858
- Neoponera laevigata (F. Smith, 1858)
- Neoponera latinoda (MacKay & MacKay, 2010)
- Neoponera lineaticeps (Mayr, 1866)
- Neoponera luteola (Roger, 1861)
- Neoponera magnifica (Borgmeier, 1929)
- Neoponera marginata (Roger, 1861)
- Neoponera metanotalis (Luederwaldt, 1918)
- Neoponera moesta (Mayr, 1870)
- Neoponera oberthueri (Emery, 1890)
- Neoponera obscuricornis (Emery, 1890)
- Neoponera procidua (Emery, 1890)
- Neoponera recava (MacKay & MacKay, 2010)
- Neoponera rostrata Emery, 1890)
- Neoponera rugosula Emery, 1902
- Neoponera schoedli (MacKay & MacKay, 2006)
- Neoponera schultzi (MacKay & MacKay, 2010)
- Neoponera solisi (MacKay & MacKay, 2010)
- Neoponera striatinodis (Emery, 1890)
- Neoponera theresiae (Forel, 1899)
- Neoponera unidentata (Mayr, 1862)
- Neoponera venusta Forel, 1912
- Neoponera verenae Forel, 1922
- közönséges indiánhangya (Neoponera villosa); Fabricius, 1804
- Neoponera zuparkoi (MacKay & MacKay, 2010)

## Fordítás
Ez a szócikk részben vagy egészben  a   Neoponera című angol Wikipédia-szócikk ezen változatának fordításán alapul.  Az eredeti cikk szerkesztőit annak laptörténete sorolja fel. Ez a jelzés csupán a megfogalmazás eredetét és a szerzői jogokat jelzi, nem szolgál a cikkben szereplő információk forrásmegjelöléseként.